# Martin Heine
Martin Alfons Heine (* 13. Oktober 1957 in Villingen/Schwarzwald; † 12. Mai 2014 in Manila/Philippinen) war ein deutscher Bildgestalter, Maler und Performancekünstler.

## Werdegang
Martin Heine wuchs in Neuhausen/Königsfeld im Schwarzwald auf. Obwohl er sich schon als Kind mehr für das Lesen und Zeichnen (speziell Comics) interessierte, absolvierte er eine Lehre als Tischler und Schreiner. Er arbeitete nicht sehr lange in seinem gelernten Beruf und zog dann in die Schweiz, wo er an verschiedenen Orten (Zug, Bern, Solothurn, Zürich) wohnte. In dieser Zeit wandte er sich immer mehr der Kunst zu.
1986/87 besuchte Heine die Hochschule der Künste Bern in Bern. 1987 verließ er Europa und wanderte nach Perth in Westaustralien aus. Dort besuchte er 1987–1990 die Claremont School of Art. Anschließend studierte er Kunst und Philosophie an der University of Western Australia und schloss 1996 mit dem Master of Fine Arts ab. 2004 erhielt er mit Hilfe eines Stipendiums an der University of Sydney, Sydney College of the Arts einen PhD in Fine Arts. „Während des Studiums stellte er bereits als professioneller Künstler in New York, in Deutschland und an anderen Orten in Europa sowie in mehreren bedeutenden Ausstellungen in Australien aus.“ Martin Heine war von 1987 bis 2010 verheiratet. Er hatte keine Kinder.

## Arbeit und Werke
Martin Heine entwickelte eine Methode Bilder von der Rückseite aus zu gestalten. Er nannte diesen Vorgang Reversed Iconography. Die ersten reversed Bilder entstanden aus Fliegengitter, durch das er von der Rückseite her Ölfarbe presste. Später wurden diese durch andere Gittergewebe z. B. Siebe des Siebdrucks ersetzt. In seinen anspruchsvollen Gemälden überlappt er digitale Zeichnungen, erotische Bilder, Nachrichten, Straßenmotive und Landschaften zu einer komplexen Matrix von leuchtenden Farben. Malerei von der Rückseite des Gemäldes eröffnet die Möglichkeit „das Entfernen des Künstlers aus dem Raum zwischen Betrachter und Kunstwerk.“
Martin Heine war ein begeisterter Aktionskünstler. In seinen Shows taucht er oft in seinem Element, den Farben, unter. Z.B.: 2004 „The Mediocre Shunga, use your head“, Kurb Gallery, Perth; 2006 „smear talk &#8211“, elements art Gallery; 2007 „Rebirth of the Painter“, Kurb Gallery/Perth.
Er hatte Solo-, Gruppenausstellungen und Performances u. a. in folgenden Galerien: The Drawing Room in Singapore, Melody Smith Gallery Perth, Gallery East in North Freemantle/Perth, Kurb Gallery Perth, Perth Institute of Contemporary Arts under Noel Sheridan, UP Vargas Museum Manila mit Diokno Pasilan, The Sydney of the College Art Gallery Sydney, Kanton Bern Studio New York mit Gunnar Müller, Gallery Horikawa Kobe, Japan mit Horio Sadaharu, Autoren-Galerie München, Üblacker-Häusl des Münchener Stadtmuseums, Elements Art Gallery Perth, Delaney Galleries Perth.

## Ehrungen
- 1995 Matilda Award for Cultural Excellence in the Visual Arts, The University of Western Australia[7]
- 1996 Gewinner des 10th W.A. Film und Videofestivals, Perth
- 2009 Albany Art Prize, Finalist
- 2010 Black Swan Portrait Prize, Finalist

## Ankäufe und Schenkungen
- Art Gallery West Australia, 3 Bilder[8]
- Royal Perth Hospital, Bild[9]
- Museum of Modern Art, New York City - Franklin Furnace Collection: Multiples, Bücher: muscle ache, 3 Comix[10]
- Klinikum Klagenfurt: Magnum Opus. Skulptur im Park des Krankenhauses[11]